# Sződliget
Sződliget är en ort i Ungern.   Den ligger i provinsen Pest, i den nordvästra delen av landet, 27 km norr om huvudstaden Budapest. Sződliget ligger 113 meter över havet och antalet invånare är 4 350.
Terrängen runt Sződliget är platt åt nordost, men åt sydväst är den kuperad. Runt Sződliget är det tätbefolkat, med 881 invånare per kvadratkilometer. Närmaste större samhälle är Vác, 4,9 km norr om Sződliget. Trakten runt Sződliget består till största delen av jordbruksmark.